# Старо Рудо
Старо Рудо је насељено мјесто у општини Рудо, Република Српска, БиХ. Према попису становништва из 1991. у насељу је живјело 247 становника.

## Становништво
Према попису становништва из 1991. године, мјесна заједница Старо Рудо је имала 584 становника.
| Националност (мјесна заједница) | 1991. |
| Муслимани                       | 399   |
| Срби                            | 185   |
| Укупно                          |       |

| Демографија | Демографија | Демографија |
| Година      | Становника  | Становника  |
| ----------- | ----------- | ----------- |
| 1991.       | 247         |             |